# Cynorkis papillosa
Cynorkis papillosa är en orkidéart som först beskrevs av Henry Nicholas Ridley, och fick sitt nu gällande namn av Victor Samuel Summerhayes. Cynorkis papillosa ingår i släktet Cynorkis, och familjen orkidéer. Inga underarter finns listade i Catalogue of Life.